# Валермосо-де-ла-Фуенте
Валермосо-де-ла-Фуенте (ісп. Valhermoso de la Fuente) — муніципалітет в Іспанії, у складі автономної спільноти Кастилія-Ла-Манча, у провінції Куенка. Населення — 50 осіб (2010).
Муніципалітет розташований на відстані близько 170 км на південний схід від Мадрида, 55 км на південь від Куенки.

## Демографія
Динаміка населення (INE ):